# 万肯多夫
万肯多夫（德语：德語：）是德国石勒苏益格－荷尔斯泰因州的一个市镇。总面积13.34平方公里，总人口2815人，其中男性1354人，女性1461人（2011年12月31日），人口密度211人/平方公里。